# リュウグウケボリ
リュウグウケボリ（竜宮毛彫）、学名：Crenavolva philippei はウミウサギガイ科に分類される殻高10mm前後の海産の巻貝の一種。

## 分布
インド西太平洋の暖流域（水深 50-400m）
- 沖縄（伊平屋島近海）[2]。
- レユニオン島（タイプ産地）
- ニューカレドニア、クワジャリン環礁
- インドネシア

## 形態
大きさと形：成貝では、殻高（殻長）8mm-11mmほど。細長い菱形もしくは紡錘形で、殻高の中央よりやや上（6-7割の位置）に弱く角張った肩があり、その部分が最大幅となる。そこから上下に緩やかにすぼまり、上下両端は後溝・前溝と呼ばれる水管溝を形成して、端部は尖らずにやや裁断状に終わる。
彫刻：背面には弱く細い螺溝が多数あるが、中央部ではやや不明瞭になることもある。これらの彫刻も含め、全体にやや光沢があって滑らかな感じがする。外唇肥厚部の腹面側はほとんど平滑で、同属他種に見られるような明瞭な刻みがなく、両端に僅かな波打ちが見られる程度。これに応じ外唇内縁にも歯状の刻みはない。後溝の内唇側には低い滑層瘤がある。
殻色：殻の背面は淡紅色で、前後端と角張った肩の部分は淡色になって白味を帯びる。前後両端の水管溝の肥厚縁と背面との境界には黄色の細い縁取り線があるが目立たない。殻口周辺の滑層や外唇はクリーム色〜明るい黄色。
軟体：

## 生態
水深50-400mの範囲から採取されていること以外には本種の生態に関する情報は少ない。この仲間の一般的な生態としては、ヤギ類などの刺胞動物に着生してその生体を食べて成長し、雌雄異体でメスが卵嚢を産み、ベリジャー幼生（浮遊幼生の一種）として孵化し、一定期間後に着底して寄生生活に入る。

## 分類

### 原記載
- Crenavolva philippei Lorenz et Fehse, 2009, The Living Ovulidae[1],　p.73, p.310-311(第83図版、図 1-5.）
- タイプ産地：Réunion（レユニオン島）、南緯20度52分00.00秒 東経55度38分00.00秒 / 南緯20.8666667度 東経55.6333333度、水深105-120m。
- タイプ標本：

ホロタイプ：レユニオン島産 8.2mm （パリ自然史博物館所蔵・登録番号：No.21238）。
パラタイプ：レユニオン島産（8.7mm 及び 10.6mm）、ニューカレドニア産（7.5mm）、クワジャリン環礁産（9.0mm）、他複数あり（いずれもパリ自然史博物館所蔵）。
- 種名 philippei はパリ自然史博物館学芸員（軟体動物標本管理）の Philippe Maestrati への献名。
- 和名は日本新記録の報告[2]の際に新称されたが、その由来については説明されていない。

### 近似種
- マツミヤケボリ Crenavolva tokuoi Azuma, 1989

殻高12mmほど。紀伊半島沖に分布。
アヤメケボリ属 Crenavolvaに分類される種のうち、外唇に顕著な刻みがないのは本種とリュウグウケボリのみとされるが、本種はリュウグウケボリよりも肩が強く張り出して顕著に角張ること、螺条がやや明瞭なこと、殻色が白色もしくは白に近い淡色で背面に小さい褐色斑を数個もつことで識別される。また外唇の幅が狭いことも識別点の一つとされるが、外唇幅に関しては沖縄産の標本では違いは認められないとの報告がある。
- ビードロマメヒガイ Crenavolva  vitrea (Omi & Iino, 2005)

殻高11mmほど。紀伊半島沖に分布。
リュウグウケボリのうち、肩の張り出しが弱く、全体に細い個体は本種ビードロマメヒガイに外観が似るとされるが、ビードロマメヒガイは肩の張り出しがなく、殻表はほぼ平滑で螺条彫刻はほとんど認めらない。